# 斯維諾里卡河
斯維諾里卡河（烏克蘭語：Свинорийка），是烏克蘭的河流，位於該國西北部，屬於盧加河的右支流，發源自貝雷佐維奇以東，流經沃倫州，河道全長16公里，流域面積100平方公里。